# Lista de prefeitos de São Bernardo do Campo

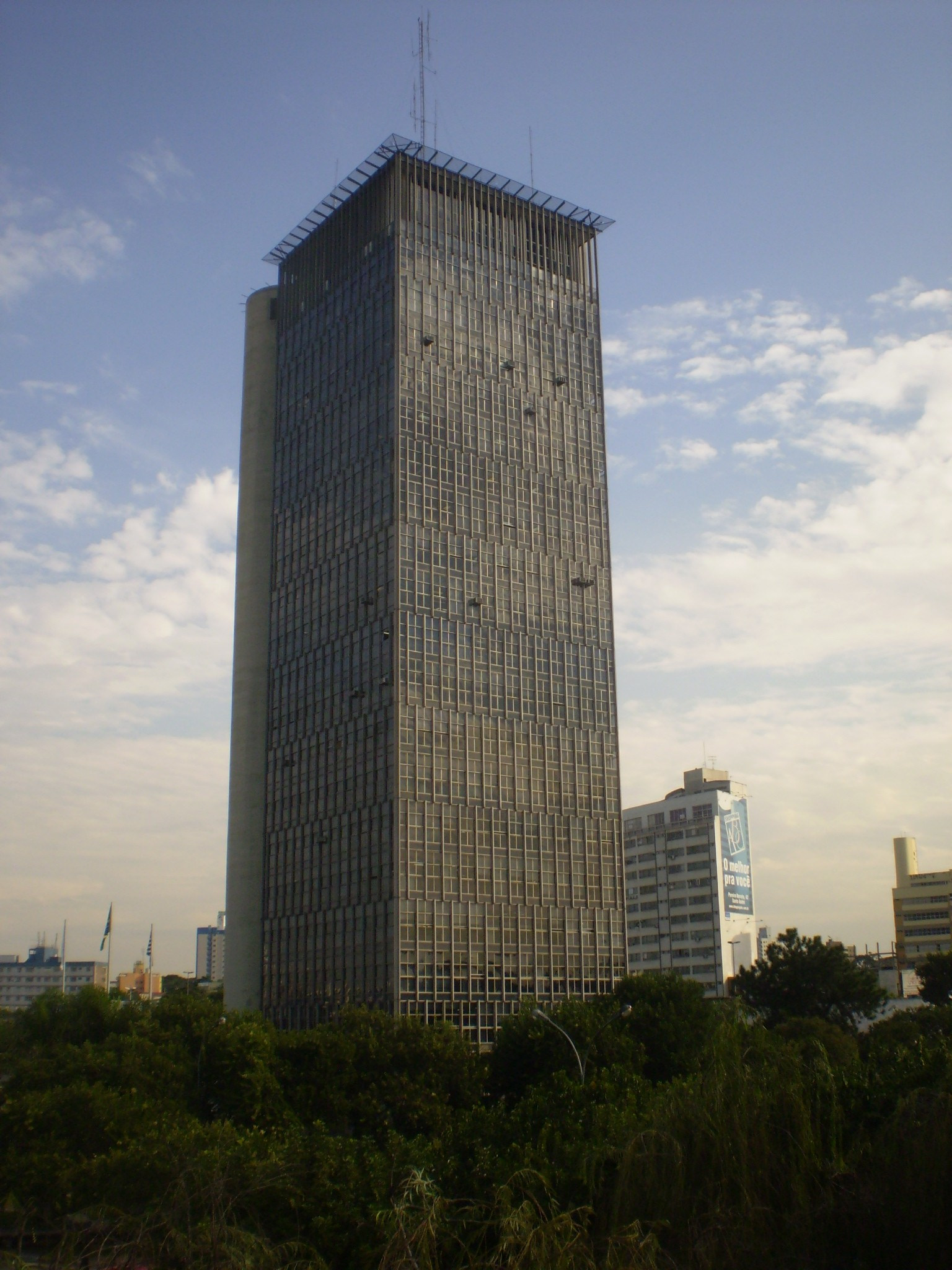
Paço Municipal Presidente Tancredo Neves, fundado em 1969.

Esta é a lista de prefeitos e vice-prefeitos de São Bernardo do Campo, município do estado brasileiro de São Paulo.
Criado em 12 de março de 1889 e com instalação efetiva do município em 2 de maio de 1890, o município de São Bernardo compreendia praticamente toda a área do atual Grande ABC. Sua sede era a vila de São Bernardo, que corresponde ao atual centro da cidade de São Bernardo do Campo. Em 1938, a sede foi transferida para o distrito de Santo André, São Bernardo foi rebaixado à condição de distrito e a cidade foi renomeada para Santo André. Em 1 de janeiro de 1945, São Bernardo retoma sua autonomia, emancipando-se de Santo André.
Entre sua fundação e o dia 29 de setembro de 1892, o município foi governado pelo Conselho de Intendência, composto por três integrantes nomeados pelo governo estadual. Com a instalação da Câmara Municipal em 1892, os vereadores passam a escolher entre si um único intendente – denominação que seria alterada para prefeito. O sistema de eleição indireta pela Câmara vigorou até 1930, ano que marca o fim da República Velha. A partir daí, os prefeitos passaram a ser nomeados pelo governador do Estado de São Paulo (com exceção da escolha de Felício Laurito, em 1936, que foi realizada novamente pela Câmara). O voto direto foi instituído em fins de 1947 e vigorou em todas as eleições subsequentes.
O cargo de prefeito foi criado em 11 de abril de 1835, pela assembleia provincial paulista, em reação aos amplos poderes conferidos pelo Código de Processo Criminal de 1832 às câmaras municipais. Seguiram o exemplo paulista seis províncias do nordeste brasileiro (Alagoas, Ceará, Maranhão, Paraíba, Pernambuco e Sergipe).
Sob a vigente ordem constitucional, essa designação é dada ao funcionário público do Poder Executivo municipal, que exerce seu cargo em função de uma legislatura (mandato), sendo para tanto eleito a cada quatro anos, podendo ser reeleito por mais 4 anos (segundo mandato).
Funções
O poder executivo municipal chefia a administração e comanda os serviços públicos, tendo como comandante o prefeito.
A partir da constituição brasileira de 1934, o cargo de prefeito passou a ser o único, em todo o Brasil, ao qual estão atribuídas as funções de chefe do poder executivo do governo local, em simetria aos chefes dos executivos da União e do estado, portanto, em forma monocrática. Este texto quer dizer que deverá haver harmonia e integração de ação entre as esferas envolvidas sem a intervenção de uma na outra, exceto nos casos previstos na Constituição Federal.
Eleições
O prefeito é eleito por sufrágio universal, secreto, direto, em pleito simultâneo em todo o País, realizado a cada quatro anos, no primeiro domingo de outubro.
E trinta dias após tem lugar o segundo turno, se o eleito em primeiro lugar não atingir 50% dos votos válidos mais um voto, no caso de municípios com mais de duzentos mil eleitores.
Conforme a legislação eleitoral atual no Brasil para tornar-se elegível, exige-se uma série de requisitos;
- Possuir nacionalidade brasileira ou portuguesa (neste caso, o cidadão português deve se encontrar amparado pelo Estatuto de Igualdade entre Portugueses e Brasileiros),
- Título de eleitor em dia e estar em gozo pleno do exercício dos direitos políticos,
- Domicilio eleitoral na circunscrição na qual o candidato se apresenta,
- Filiação partidária,
- Ser alfabetizado (tópico invalidado pela atual constituição brasileira de 1988),
- Desincompatibilização de cargo público — Se ocupa um cargo público deve sair seis meses antes das eleições e voltar caso possa só após seis meses ao pleito eleitoral,
- Renúncia de outro mandado até seis meses antes do pleito e não ser parente afim ou consangüíneo, até segundo grau, ou cônjuge de titular de cargo eletivo; pode, entretanto, ser candidato à reeleição (artigo 14 da Constituição),
- Ter idade mínima de 21 anos.

## Lista de prefeitos e intendentes[9][7]
| N°                                                                                         | Prefeito                       | Imagem                                       | Partido                        | Partido                                          | Vice-prefeito (a)                | Início do mandato | Fim do mandato                                                                                    | Período                    | Notas | Ref.                               |
| ------------------------------------------------------------------------------------------ | ------------------------------ | -------------------------------------------- | ------------------------------ | ------------------------------------------------ | -------------------------------- | --- | ------------------------------------------------------------------------------------------------- | -------------------------- | --- | ---------------------------------- |
| Santo André da Borda do Campo (1550-1560) (De acordo com a legislação.)(9 ou 10 anos)      |                                |                                              |                                |                                                  |                                  | |                                                                                                   |                            | |                                    |
| 1°                                                                                         | João Ramalho                   |                                              |                                | —                                                | —                                | 8 de abril de 1553 | 1560?                                                                                             |                            | Fundador. Alcaide | [ 6 ] [ 12 ]                       |
| Fazenda São Bernardo (1717-1877) (159 ou 160 anos)                                         |                                |                                              |                                |                                                  |                                  | |                                                                                                   |                            | |                                    |
| 1°                                                                                         | Monges Beneditinos             |                                              |                                | —                                                | —                                | — | —                                                                                                 |                            | Formada em 1717 e desapropriada em 2 de julho de 1877. | [ 13 ] [ 14 ] [ 15 ]               |
| Freguesia e Paróquia de São Bernardo (1812-1889) (76 anos, 5 meses e 17 dias)              |                                |                                              |                                |                                                  |                                  | |                                                                                                   |                            | |                                    |
| 1°                                                                                         |                                |                                              |                                | —                                                | —                                | 21 de outubro de 1812 | —                                                                                                 |                            | A partir de 1877 passou a conter o Núcleo Colonial de São Bernardo, que envolvia as terras da antiga fazenda.                                                     | [ 6 ] [ 18 ]                       |
| Município de São Bernardo (1889-1938)(49 anos, 8 meses e 18 dias)                          |                                |                                              |                                |                                                  |                                  | |                                                                                                   |                            | |                                    |
| 1°                                                                                         | Francisco José da Silva        |                                              |                                | Partido Republicano Paulista PRP                 | —                                | 12 de março de 1889 | 29 de setembro de 1892                                                                            | 3 anos, 6 meses e 17 dias  | Conselho de Intendência | [ 19 ]                             |
| 1°                                                                                         | João Baptista de Oliveira Lima |                                              |                                | Partido Republicano Paulista PRP                 | —                                | 12 de março de 1889 | 29 de setembro de 1892                                                                            | 3 anos, 6 meses e 17 dias  | Conselho de Intendência | [ 19 ]                             |
| 1°                                                                                         | Giuseppe Dal Zotto             |                                              |                                | Partido Republicano Paulista PRP                 | —                                | 12 de março de 1889 | 29 de setembro de 1892                                                                            | 3 anos, 6 meses e 17 dias  | Conselho de Intendência | [ 19 ]                             |
| 2°                                                                                         | Luiz Pinto Fláquer Junior      |                                              |                                | Partido Republicano Paulista PRP                 | —                                | 30 de setembro de 1892 | 6 de janeiro de 1896                                                                              | 3 anos, 3 meses e 7 dias   | Intendente eleito indiretamente | [ 19 ]                             |
| 3°                                                                                         | Alfredo Luís Flaquer           |                                              |                                | Partido Republicano Paulista PRP                 | —                                | 7 de janeiro de 1896 | 6 de janeiro de 1899                                                                              | 2 anos, 11 meses e 30 dias | Intendente eleito indiretamente | [ 19 ]                             |
| 4°                                                                                         | Italo Stefanini                |                                              |                                | Partido Republicano Paulista PRP                 | —                                | 7 de janeiro de 1899 | 6 de janeiro de 1902                                                                              | 2 anos, 11 meses e 30 dias | Intendente eleito indiretamente | [ 12 ] [ 19 ]                      |
| 5°                                                                                         | Alfredo Luís Flaquer           |                                              |                                | Partido Republicano Paulista PRP                 | —                                | 6 de janeiro de 1902 | 15 de julho de 1914                                                                               | 12 anos, 6 meses e 9 dias  | Prefeito eleito indiretamente | [ 12 ] [ 19 ]                      |
| 6°                                                                                         | Saladino Cardoso Franco        |                                              |                                | Partido Republicano Paulista PRP                 | —                                | 20 de julho de 1914 | 24 de outubro de 1930                                                                             | 16 anos, 3 meses e 4 dias  | Prefeito eleito indiretamente | [ 12 ] [ 19 ]                      |
| 7°                                                                                         | Armando Ítalo Setti            |                                              |                                | Partido Democrático PD                           | —                                | 19 de dezembro de 1930 | 27 de dezembro de 1932                                                                            | 2 anos e 8 dias            | Prefeito nomeado pelo Governador | [ 20 ] [ 21 ]                      |
| 8°                                                                                         | Estácio Pessoa                 |                                              |                                | Partido Republicano Paulista PRP                 | —                                | 28 de dezembro de 1932 | março de 1933                                                                                     | 2 meses e 19 dias          | Prefeito nomeado pelo Governador | [ 12 ] [ 19 ]                      |
| 9°                                                                                         | Justino Paixão                 |                                              |                                | Partido Republicano Paulista PRP                 | —                                | março de 1933 | 25 de setembro de 1933                                                                            | 5 ou 6 meses               | Prefeito nomeado pelo Governador | [ 12 ] [ 19 ]                      |
| 10°                                                                                        | Felício Laurito                |                                              |                                | Partido Republicano Paulista PRP                 | —                                | 28 de setembro de 1933 | 15 de fevereiro de 1936                                                                           | 2 anos, 4 meses e 18 dias  | Prefeito nomeado pelo Governador | [ 12 ] [ 19 ]                      |
| 11°                                                                                        | Generoso Alves de Siqueira     |                                              |                                | Partido Republicano Paulista PRP                 | —                                | 16 de fevereiro de 1936 | 15 de agosto de 1936                                                                              | 5 meses e 30 dias          | Prefeito nomeado pelo Governador após renúncia do titular. | [ 19 ] [ 22 ]                      |
| 12°                                                                                        | Felício Laurito                |                                              |                                | Partido Progressista PP                          | —                                | 16 de agosto de 1936 | 9 de julho de 1938                                                                                | 1 ano, 10 meses e 23 dias  | Prefeito eleito indiretamente. | [ 22 ] [ 23 ]                      |
| 13°                                                                                        | Décio de Toledo Leite          |                                              |                                | Partido Progressista PP                          | —                                | 10 de julho de 1938 | 30 de novembro de 1938                                                                            | 4 meses e 29 dias          | Prefeito nomeado pelo Governador | [ 12 ] [ 23 ]                      |
| Município de Santo André (1938-1944)(6 anos e 30 dias)                                     |                                |                                              |                                |                                                  |                                  | |                                                                                                   |                            | |                                    |
| 1°                                                                                         | Décio de Toledo Leite          |                                              |                                | Partido Progressista PP                          | —                                | 1º de dezembro de 1938 | 22 de setembro de 1939                                                                            | 9 meses e 21 dias          | Prefeito nomeado pelo Governador | [ 23 ]                             |
| 2°                                                                                         | Armando Ferreira               |                                              |                                | Partido Libertador PL                            | —                                | 23 de setembro de 1939 | 17 de outubro de 1940                                                                             | 1 ano e 24 dias            | Prefeito nomeado pelo Governador | [ 12 ] [ 24 ]                      |
| 3°                                                                                         | José de Carvalho Sobrinho      |                                              |                                | nenhum                                           | —                                | 18 de outubro de 1940 | 31 de dezembro de 1944                                                                            | 4 anos, 2 meses e 13 dias  | Prefeito nomeado pelo Governador | [ 12 ] [ 25 ]                      |
| Município de São Bernardo do Campo (1945-Atualidade)(80 anos, 7 meses e 18 dias)           |                                |                                              |                                |                                                  |                                  | |                                                                                                   |                            | |                                    |
| 1°                                                                                         | Wallace Cockrane Simonsen      |                                              |                                | Partido Social Democrático PSD                   | —                                | 1º de janeiro de 1945 | 19 de março de 1947                                                                               | 2 anos, 2 meses e 18 dias  | Prefeito nomeado pelo Governador | [ 12 ] [ 26 ]                      |
| 2ª                                                                                         | Tereza Delta                   |                                              |                                | Partido Social Progressista PSP                  | —                                | 10 de abril de 1947 | 31 de dezembro de 1947                                                                            | 8 meses e 21 dias          | Prefeita nomeada pelo Governador | [ 26 ]                             |
| 3°                                                                                         | José Fornari                   |                                              |                                | Partido Social Progressista PSP                  | —                                | 1º de janeiro de 1948 | 31 de dezembro de 1951                                                                            | 3 anos, 11 meses e 30 dias | Prefeito eleito em sufrágio universal | [ 28 ] [ 12 ]                      |
| 4°                                                                                         | Lauro Gomes                    |                                              |                                | Partido Trabalhista Brasileiro PTB               | Bortolo Basso                    | 1º de janeiro de 1952 | 28 de abril de 1955                                                                               | 3 anos, 8 meses e 2 dias   | Prefeito e vice eleitos em sufrágio universal cujos mesmos renunciaram a seus cargos                                                                              | [ 29 ] [ 28 ] [ 30 ]               |
| 4°                                                                                         | Lauro Gomes                    | Cargo Vago                                   | 28 de abril de 1955            | Partido Trabalhista Brasileiro PTB               | 3 de setembro de 1955            | |                                                                                                   | 3 anos, 8 meses e 2 dias   | Prefeito e vice eleitos em sufrágio universal cujos mesmos renunciaram a seus cargos                                                                              | [ 29 ] [ 28 ] [ 30 ]               |
| 5°                                                                                         | Sigismundo Sergio Ballotin     |                                              |                                | Partido Trabalhista Brasileiro PTB               | Cargo Vago                       | 3 de setembro de 1955 | 31 de dezembro de 1955                                                                            | 3 meses e 28 dias          | Presidente da Câmara no cargo de Prefeito | [ 28 ] [ 12 ]                      |
| 6°                                                                                         | Aldino Pinotti                 |                                              |                                | Partido Democrata Cristão PDC                    | Ernesto Augusto Cleto            | 1º de janeiro de 1956 | 31 de dezembro de 1959                                                                            | 3 anos, 11 meses e 30 dias | Prefeito e vice eleitos em sufrágio universal | [ 12 ] [ 28 ]                      |
| 6°                                                                                         | Aldino Pinotti                 | Partido Republicano PR                       |                                |                                                  | Ernesto Augusto Cleto            | 1º de janeiro de 1956 | 31 de dezembro de 1959                                                                            | 3 anos, 11 meses e 30 dias | Prefeito e vice eleitos em sufrágio universal | [ 12 ] [ 28 ]                      |
| Vigência da Resolução Nº106 de 1º de setembro de 1959. Data da posse: 1º de janeiro.       |                                |                                              |                                |                                                  |                                  | |                                                                                                   |                            | |                                    |
| 7°                                                                                         | Lauro Gomes                    |                                              |                                | Partido Trabalhista Brasileiro PTB               | Hygino Baptista de Lima          | 1º de janeiro de 1960 | 31 de dezembro de 1963                                                                            | 3 anos, 11 meses e 30 dias | Prefeito e vice eleitos em sufrágio universal | [ 28 ]                             |
| 8°                                                                                         | Higino Batista de Lima         |                                              |                                | Partido Trabalhista Brasileiro PTB               | Aldino Pinotti                   | 1º de janeiro de 1964 | 31 de janeiro de 1969                                                                             | 5 anos e 30 dias           | Prefeito e vice eleitos em sufrágio universal | [ 34 ]                             |
| 8°                                                                                         | Higino Batista de Lima         | Sem partido                                  |                                |                                                  | Aldino Pinotti                   | 1º de janeiro de 1964 | 31 de janeiro de 1969                                                                             | 5 anos e 30 dias           | Prefeito e vice eleitos em sufrágio universal | [ 34 ]                             |
| 8°                                                                                         | Higino Batista de Lima         | Aliança Renovadora Nacional ARENA            |                                |                                                  | Aldino Pinotti                   | 1º de janeiro de 1964 | 31 de janeiro de 1969                                                                             | 5 anos e 30 dias           | Prefeito e vice eleitos em sufrágio universal | [ 34 ]                             |
| 9°                                                                                         | Aldino Pinotti                 |                                              |                                | Movimento Democrático Brasileiro MDB             | Geraldo Faria Rodrigues          | 1º de fevereiro de 1969 | 31 de janeiro de 1973                                                                             | 3 anos, 11 meses e 30 dias | Prefeito e vice eleitos em sufrágio universal | [ 28 ]                             |
| Vigência da Resolução Nº484 de 15 de setembro de 1971. Data da posse: dia 1º de fevereiro. |                                |                                              |                                |                                                  |                                  | |                                                                                                   |                            | |                                    |
| 10°                                                                                        | Geraldo Faria Rodrigues        |                                              |                                | Aliança Renovadora Nacional ARENA                | Élcio Cândido                    | 1º de fevereiro de 1973 | 31 de janeiro de 1977                                                                             | 3 anos, 11 meses e 30 dias | Prefeito e vice eleitos em sufrágio universal | [ 28 ] [ 37 ]                      |
| 11°                                                                                        | Antônio Tito Costa             |                                              |                                | Movimento Democrático Brasileiro MDB             | Mário Ladeia da Rocha            | 1º de fevereiro de 1977 | 31 de janeiro de 1983                                                                             | 5 anos, 11 meses e 30 dias | Prefeito e vice eleitos em sufrágio universal | [ 38 ] [ 28 ]                      |
| 12°                                                                                        | Aron Galante                   |                                              |                                | Partido do Movimento Democrático Brasileiro PMDB | Walter José Demarchi (PTB)       | 1º de fevereiro de 1983 | 31 de janeiro de 1989                                                                             | 5 anos, 11 meses e 30 dias | Prefeito e vice eleitos em sufrágio universal | [ 28 ]                             |
| 13°                                                                                        | Maurício Soares                |                                              |                                | Partido dos Trabalhadores PT                     | Djalma Bom (PT)                  | 1º de fevereiro de 1989 | 31 de dezembro de 1992                                                                            | 3 anos, 10 meses e 30 dias | Prefeito e vice eleitos em sufrágio universal | [ 28 ]                             |
| Vigência da Resolução Nº1015 de 5 de abril de 1991. Data da posse: dia 1º de janeiro.      |                                |                                              |                                |                                                  |                                  | |                                                                                                   |                            | |                                    |
| 14°                                                                                        | Walter José Demarchi           |                                              |                                | Partido Trabalhista Brasileiro PTB               | Tito Costa (PMDB)                | 1º de janeiro de 1993 | 31 de dezembro de 1996                                                                            | 3 anos, 11 meses e 30 dias | Prefeito e vice eleitos em sufrágio universal | [ 28 ]                             |
| 15°                                                                                        | Maurício Soares                |                                              |                                | Partido da Social Democracia Brasileira PSDB     | Maurício Caetano de Castro Filho | 1º de janeiro de 1997 | 31 de dezembro de 2000                                                                            | 6 anos, 2 meses e 4 dias   | Prefeito e vice eleitos em sufrágio universal | [ 42 ] [ 40 ] [ 43 ] [ 44 ]        |
| 15°                                                                                        | Maurício Soares                |                                              | Partido Popular Socialista PPS | William Dib (PSB)                                | 1º de janeiro de 2001            | 5 de março de 2003 | Prefeito reeleito e vice eleito em sufrágio universal cujo titular renunciou por motivos de saúde | 6 anos, 2 meses e 4 dias   | | [ 42 ] [ 40 ] [ 43 ] [ 44 ]        |
| 15°                                                                                        | Maurício Soares                | Partido da Social Democracia Brasileira PSDB |                                | William Dib (PSB)                                | 1º de janeiro de 2001            | 5 de março de 2003 | Prefeito reeleito e vice eleito em sufrágio universal cujo titular renunciou por motivos de saúde | 6 anos, 2 meses e 4 dias   | | [ 42 ] [ 40 ] [ 43 ] [ 44 ]        |
| 16°                                                                                        | William Dib                    |                                              |                                | Partido Socialista Brasileiro PSB                | Cargo Vago                       | 5 de março de 2003 | 31 de dezembro de 2004                                                                            | 5 anos, 9 meses e 26 dias  | Vice-prefeito assume por renúncia do titular | [ 46 ] [ 28 ] [ 47 ] [ 12 ]        |
| 16°                                                                                        | William Dib                    | José Roberto de Melo (PSDB)                  | 1º de janeiro de 2005          | Partido Socialista Brasileiro PSB                | 31 de dezembro de 2008           | Prefeito reeleito e vice eleito em sufrágio universal                                                                                            |                                                                                                   | 5 anos, 9 meses e 26 dias  | | [ 46 ] [ 28 ] [ 47 ] [ 12 ]        |
| 17°                                                                                        | Luiz Marinho                   |                                              |                                | Partido dos Trabalhadores PT                     | Frank Aguiar (PTB)               | 1º de janeiro de 2009 | 31 de dezembro de 2012                                                                            | 7 anos, 11 meses e 30 dias | Prefeito e vice eleitos em sufrágio universal | [ 48 ] [ 49 ] [ 50 ] [ 51 ] [ 28 ] |
| 17°                                                                                        | Luiz Marinho                   | 1º de janeiro de 2013                        | 31 de dezembro de 2016         | Partido dos Trabalhadores PT                     | Frank Aguiar (PTB)               | Prefeito e vice reeleitos em sufrágio universal                                                                                                  |                                                                                                   | 7 anos, 11 meses e 30 dias | | [ 48 ] [ 49 ] [ 50 ] [ 51 ] [ 28 ] |
| 18°                                                                                        | Orlando Morando                |                                              |                                | Partido da Social Democracia Brasileira PSDB     | Marcelo Lima (SD), (PSD), (SD)   | 1° de janeiro de 2017 | 31 de dezembro de 2020                                                                            | 7 anos, 11 meses e 30 dias | Prefeito e vice eleitos em sufrágio universal | [ 53 ] [ 54 ] [ 55 ] [ 28 ]        |
| 18°                                                                                        | Orlando Morando                | 1° de janeiro de 2021                        | 31 de dezembro de 2024         | Partido da Social Democracia Brasileira PSDB     | Marcelo Lima (SD), (PSD), (SD)   | Prefeito e vice reeleitos em sufrágio universal; em 1° de fevereiro de 2023, o vice renuncia o mandato para assumir o cargo de Deputado Estadual |                                                                                                   | 7 anos, 11 meses e 30 dias | | [ 53 ] [ 54 ] [ 55 ] [ 28 ]        |
| 19°                                                                                        | Marcelo Lima                   |                                              |                                | Podemos PODE                                     | Jéssica Cormick (Avante)         | 1º de janeiro de 2025 | 14 de agosto de 2025 (Afastamento)                                                                | 7 meses e 13 dias          | Prefeito e vice eleitos em sufrágio universal. O titular encontra-se afastado por decisão judicial desde 14 de agosto de 2025.                                    | [ 57 ]                             |
| -                                                                                          | Jessica Cormick                |                                              |                                | Avante                                           | Cargo vago                       | 14 de agosto de 2025 | atualmente                                                                                        | 5 dias                     | Vice-prefeita eleita por sufrágio universal respondendo pelo cargo de titular em função do afastamento de Marcelo Lima expedido pelo TJ-SP pelo período de 1 ano. | [ 59 ]                             |

## Linha do tempo
Município antigo (1889-1938)
- Nota: A linha do tempo pode apresentar problemas para ser exibida em dispositivos móveis. Sua mais recente edição pode ser encontrada nesta imagem.

São Bernardo do Campo
- Nota: A linha do tempo pode apresentar problemas para ser exibida em dispositivos móveis. Sua mais recente edição pode ser encontrada nesta imagem.

## Gestões por partido
São Bernardo (1889-1938)
| Rank | Partido | Partido                      | Quantitativo |
| ---- | ------- | ---------------------------- | ------------ |
| 1    |         | Partido Republicano Paulista | 10 / 13      |
| 2    |         | Partido Democrático          | 1 / 13       |
| 2    |         | Partido Progressista         | 1 / 13       |

São Bernardo do Campo (1945-2025)
Aviso: a soma não dá o número exato de prefeitos, pois tanto, Aldino Pinotti (PDC e PR), Higino Batista de Lima (PTB e ARENA) quanto Maurício Soares (PSDB, PPS e PSDB) estiveram em mais de um partido no decorrer de suas respectivas gestões (a porcentagem decimal é determinada pelo tempo de mandato no qual o prefeito esteve em cada partido). Lauro Gomes (1ª gestão) renunciou antes do fim do mandato e Sigismundo Ballotin fez um curto mandato tampão.
| Rank | Partido | Partido                                     | Quantitativo |
| ---- | ------- | ------------------------------------------- | ------------ |
| 1    |         | Partido Trabalhista Brasileiro              | 2,2 / 19     |
| 2    |         | Partido dos Trabalhadores                   | 2 / 19       |
| 2    |         | Movimento Democrático Brasileiro            | 2 / 19       |
| 2    |         | Partido Social Progressista                 | 2 / 19       |
| 3    |         | Partido da Social Democracia Brasileira     | 1,5 / 19     |
| 3    |         | Aliança Renovadora Nacional                 | 1,5 / 19     |
| 4    |         | Podemos                                     | 1 / 19       |
| 4    |         | Partido Socialista Brasileiro               | 1 / 19       |
| 4    |         | Partido Trabalhista Brasileiro              | 1 / 19       |
| 4    |         | Partido do Movimento Democrático Brasileiro | 1 / 19       |
| 4    |         | Partido Social Democrático                  | 1 / 19       |
| 5    |         | Partido Democrata Cristão                   | 0,9 / 19     |
| 5    |         | Partido Popular Socialista                  | 0,3 / 19     |
| 6    |         | Partido Republicano                         | 0,08 / 19    |